# Калаис (приток Вороны)
Калаи́с (Колоис, Калоис) — река в России, протекает по Кирсановскому району Тамбовской области. Правый приток Вороны.

## География
Река Калаис берёт начало у деревни Новокузнецовка. Течёт в юго-восточном направлении по открытой местности. Устье реки находится у села Калаис в 288 км по правому берегу реки Вороны. Длина реки составляет 33 км, площадь водосборного бассейна 291 км².
У Калаиса два основных притока: Хмелинка (правый) и Сухой Калаис (левый).

## Данные водного реестра
По данным государственного водного реестра России относится к Донскому бассейновому округу, водохозяйственный участок реки — Ворона, речной подбассейн реки — Хопер. Речной бассейн реки — Дон (российская часть бассейна).
Код объекта в государственном водном реестре — 05010200212107000006595.